# Mario Benedetti
Mario Benedetti (Paso de los Toros, 14 de setembro de 1920 – Montevidéu, 17 de maio de 2009) foi um poeta, escritor e ensaísta uruguaio. 
Integrante da Geração de 45, a qual pertencem também Idea Vilariño e Juan Carlos Onetti, entre outros, é considerado um dos principais escritores uruguaios, tendo começado a carreira literária em 1949 e ganhando projeção em 1956, ao publicar Poemas de Oficina, uma de suas obras mais conhecidas. Benedetti escreveu mais de 80 livros de poesia, romances, contos e ensaios, assim como roteiros para cinema.

## Biografia
Mario nasceu em Paso de los Toros, em 1920. Era filho de Brenno Benedetti e Matilde Farugia, de origem italiana, que o batizaram como Mario Orlando Hardy Hamlet Brenno Benedetti Farrugia. Devido ao trabalho do pai, a família se mudou para Tacuarembó quando Mario tinha dois anos, mas aos quatro anos de idade sua família mudou-se novamente, desta vez para Montevidéu. Inicia seus estudos no Colégio Alemão de Montevidéu, onde ficou até 1933. Permaneceu apenas um ano e em seguida partiu para o Liceu Miranda. Mas problemas financeiros acabam por forçar seus estudos a seguir de maneira autodidata.
Com 14 anos, começou a trabalhar em uma empresa de autopeças. Trabalhou também no comércio, trabalhou como mensageiro, empregado de imobiliária, estenógrafo e funcionário público. Em 1938 mudou-se para Buenos Aires, na Argentina, onde permaneceu até 1941. Em 1945 passou a fazer parte da equipe de redação do semanário Marcha, de Montevidéu, onde permaneceu até 1974, ano em que o semanário foi fechado pelo governo de Juan María Bordaberry. Em 1953 publica Quién De Nosostros. Em 1954 foi nomeado diretor literário do semanário.

## Carreira
A partir de 1950, tornou-se membro do conselho editorial da Number, uma das revistas literárias mais proeminentes da época. Além disso, participou ativamente do movimento contra o Tratado Militar com os Estados Unidos, em sua primeira ação como ativista político. Nesse mesmo ano obteve o Prémio do Ministério da Instrução Pública pela sua primeira coletânea de contos, Esta mañana. Benedetti foi o vencedor do prêmio várias vezes até 1958, quando ele renunciou sistematicamente devido a discrepâncias com seus regulamentos.
Em 1960 publicou La Tregua, romance levado às telas de cinema pelo diretor Sergio Rénan. O filme foi indicado ao Oscar de Melhor Filme Estrangeiro de 1974, perdendo a estatueta para Amarcord, do italiano Fellini.

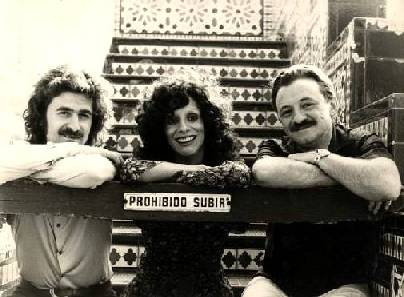
O músico Alberto Favero pianista (esquerda), Nacha Guevara (centro) e Mario Benedetti (direita), 1972.

Em 1964, Benedetti trabalhou como crítico de teatro e co-diretor da página literária semanal "Al pie de las letras" do jornal La Mañana. Também colaborou como comediante na revista Peloduro, sob o pseudônimo de Dâmocles, e escreveu crítica de cinema para o La Tribuna Popular. Ele também viajou a Cuba para participar do júri do concurso Casa de las Américas, participou da reunião sobre Rubén Darío e viajou ao México para participar do II Congresso Latino-Americano de Escritores. Em 1966 participou da co-produção argentino-brasileira La ronda de los teeth blanca, dirigida por Ricardo Alberto Defilippi, que nunca foi lançada comercialmente.
Juntamente com um grupo de cidadãos ligados ao Movimento de Libertação Nacional-Tupamaros, em 1971 participou na fundação do Movimento Independente 26 de Março, grupo que integrou a coligação de esquerda Frente Amplio desde as suas origens. Benedetti foi também representante do Movimento dos Independentes 26 de março 6 na Diretoria Executiva da Frente Amplio de 1971 a 1973. Essa experiência foi refletida nos livros Crónicas del 71 (1972) e Terremoto y depois (1973). No entanto, essa alternativa foi frustrada por um golpe que estabeleceu uma ditadura cívico-militar no Uruguai. Ele também foi nomeado diretor do Departamento de Literatura Hispano-Americana da Faculdade de Ciências Humanas da Universidade da República, em Montevidéu.

## Exílio
Sob o Golpe de Estado de 27 de Junho de 1973, Benedetti renuncia ao cargo na universidade. Por suas posições políticas, deve deixar o Uruguai, partindo para o exílio em Buenos Aires. Posteriormente, exila-se no Peru, onde foi detido e deportado, indo imediatamente, em 1976, para Cuba, onde morou até o final de 1979. Em Havana e Alamar escreveu livros nostálgicos como Con y sin nostalgia (1977), Pedro y el Capitán (1979) e Cotidianas (1979). No ano seguinte, se estabelece em Madri, onde começa a colaborar com o jornal El País e depois na Ilha de Maiorca.

## Regresso
Benedetti retorna ao Uruguai em março de 1985, começando um período de "desexílio", que foi tema de vários de seus livros. Foi então nomeado membro do conselho editorial do novo semanário Brecha, que deu continuidade ao projeto Marcha, interrompido em 1974. Em 1985 o cantor e compositor Joan Manuel Serrat gravou o álbum El sur also existe, sobre os poemas de Benedetti, com a sua colaboração pessoal. Entre 1987 e 1989, foi membro da Comissão Nacional Pró-Referendo, instituída para revogar a Lei de Expiração da Ação Punitiva do Estado, promulgada em dezembro de 1986 para impedir o julgamento de crimes cometidos durante a ditadura militar no Uruguai (1973-1985).
Em 1986 recebeu o Prêmio Búlgaro Jristo Botev por sua poesia e ensaios. Em 1987, ele recebeu o Prêmio da Chama de Ouro da Anistia Internacional em Bruxelas por seu romance Primavera con una corner podre, e em 1989 ele foi premiado com a Medalha Haydé Santamaría pelo Conselho de Estado de Cuba.

## Últimos anos
Benedetti participou do filme El lado oscuro del corazón, produção argentino-canadense, lançado em 21 de maio de 1992, onde pode ser visto recitando seus poemas em alemão. Benedetti recebeu em 30 de novembro de 1996 o Prêmio Morosoli de Prata de Literatura, concedido pela Fundação Lolita Rubial, de Minas, Uruguai. Na ocasião, ele se destacou por seu trabalho narrativo. No mesmo ano, junto com cinquenta outros escritores, foi homenageado pelo Governo do Chile com a Ordem do Mérito Educacional e Cultural Gabriela Mistral.
Em maio de 1997 foi investido com o título de doutor honorário pela Universidade de Alicante e, alguns dias depois, em 11 de junho, foi investido também pela Universidade de Valhadolide. Em 30 de setembro do mesmo ano foi agraciado com o Prêmio León Felipe, em homenagem aos valores cívicos do escritor. Além disso, ele foi investido em dezembro como um doutorado honorário em Ciências Filológicas da Universidade de Havana.
Em 31 de maio de 1999, foi agraciado com o VIII Prêmio Reina Sofia de Poesia Ibero-americana. Em 29 de março de 2001, a Fundação Cultural e Científica Ibero-americana José Martí concedeu-lhe o I Prêmio Ibero-americano José Martí. Em 19 de novembro de 2002, foi eleito cidadão ilustre pela Câmara Municipal de Montevidéu, em cerimônia encabeçada pelo então prefeito Mariano Aranha.
Em 2004 recebeu o Prêmio Etnosur, e nesse mesmo ano um documentário sobre sua vida e poesia, intitulado Mario Benedetti y otras sorpresas, foi apresentado pela primeira vez em Roma, na Itália. O documentário, escrito e dirigido por Alessandra Mosca e estrelado por Benedetti, teve o patrocínio da Embaixada do Uruguai na Itália. O documentário participou do Festival Internacional do Novo Cinema Latino-Americano de Havana, do XIX Festival del Cinema Latinoamericano de Trieste e do Festival Internacional de Cinema de Santo Domingo. Um ano depois, em 2005, Benedetti apresentou a coleção de poemas Adioses y welcome. Na ocasião, também foi exibido o documentário Palavras Verdadeiras, de Ricardo Casas. Em 7 de junho de 2005, foi concedido o XIX Prêmio Internacional Menéndez Pelayo, no valor de € 48.000 e a Medalha de Honra da Universidade Internacional Menéndez Pelayo.
Benedetti dividia seu tempo entre suas residências no Uruguai e na Espanha, atendendo às suas múltiplas obrigações e compromissos. Após a morte de sua esposa Luz López, em 13 de abril de 2006, vítima da doença de Alzheimer, Benedetti mudou-se definitivamente para sua residência no centro de Montevidéu. Por ocasião de sua transferência, o escritor doou parte de sua biblioteca pessoal em Madri ao Centro Mario Benedetti de Estudos Ibero-americanos da Universidade de Alicante. A Fundação Lolita Rubial condecorou Benedetti mais uma vez em 25 de novembro de 2006, com o Prêmio Morosoli de Oro.
Nos últimos dez anos de vida, devido à asma e por orientação médica, o escritor alternou sua residência na Espanha, no bairro da Prosperidad, com a do Uruguai, procurando evitar os resfriados. Porém, com a deterioração de sua saúde, ele permaneceu em Montevidéu. Em 2008, o escritor foi hospitalizado quatro vezes em Montevidéu devido a diversos problemas físicos. A primeira vez foi entre janeiro e fevereiro de 2008, após sofrer uma enterocolite que fez com que ficasse desidratado. Já em março ele foi internado com problemas respiratórios, enquanto a terceira vez se deu em maio de 2008, por causa de um quadro clínico instável geral. Após a última vez em que Benedetti foi hospitalizado, de 24 de abril até 6 de maio, o escritor recebeu alta e voltou para casa, após 12 dias internado pelo agravamento de uma doença intestinal crônica. Em abril de 2009, após nova hospitalização em Montevidéu, uma Rede Mundial de Poesia foi organizada por iniciativa de Pilar del Río (esposa do escritor José Saramago) para apoiá-lo.

### Morte
Em 17 de maio de 2009, pouco depois das 18hs, Benedetti morreu em sua casa em Montevidéu, aos 88 anos. Seu corpo foi velado no Palácio Legislativo e o governo decretou luto oficial, com um sepultamento com honras de estado. O cortejo fúnebre foi liderado por membros da Federação de Estudantes Universitários do Uruguai e da Central de Trabajadores (PIT-CNT), entre outras personalidades e amigos do escritor, e centenas de cidadãos. Ele foi sepultado no Cemitério Central de Montevidéu.
Poucos anos após sua morte, a obra de Benedetti volta com força e ganha reconhecimento. Na Espanha, o Instituto Cervantes organizou um congresso internacional, Cien años de Mario Benedetti, realizado em Alicante em 2020. No Uruguai, a Fundação Mario Benedetti, executora de seu patrimônio intelectual, organizou uma exposição de pinturas e duas palestras sobre o autor.

## Obras

### Contos
- Esta Manhã e Outros Contos, 1949.
- Montevideanos, 1959.
- Datos para el viudo, 1967.
- A Morte e Outras Surpresas, 1968.
- Con y sin nostalgia, 1977.
- Geografías,[12] 1984.
- Recuerdos olvidados, 1988.
- Despistes y franquezas,[12] 1989.
- Buzón de tiempo, 1999.
- El porvenir de mi pasado, 2003.
- El otro yo
- Triângulo Isósceles

### Dramas
- El reportaje, 1958.
- Ida y vuelta, 1963.
- Pedro y el Capitán, 1979.

### Novelas
- Quem De Nós, 1953.
- A Trégua, 1960.
- Gracias Por El fuego, 1965.
- El cumpleaños de Juan Ángel,[13] 1971.
- Primavera con una esquina rota, 1982.
- A Borra do Café, 1992.
- Andamios, 1996.

### Poesia
- La víspera indeleble, 1945.
- Sólo mientras tanto, 1950.
- Te quiero, 1956.
- Poemas de la oficina, 1956.
- Poemas del hoyporhoy, 1961.
- Inventario uno, 1963.
- Noción de patria, 1963.
- Próximo prójimo, 1965.
- Contra los puentes levadizos, 1966.
- A ras de sueño, 1967.
- Quemar las naves, 1969.
- Letras de emergencia, 1973.
- Poemas de otros, 1974.
- La casa y el ladrillo, 1977.
- Cotidianas, 1979.
- Viento del exilio, 1981.
- Síndrome, 1983.
- Preguntas al azar, 1986.
- Yesterday y mañana, 1987.
- Canciones del más acá, 1988.
- Las soledades de Babel, 1991.
- Inventario dos, 1994.
- El amor, las mujeres y la vida, 1995.
- El olvido está lleno de memoria, 1995.
- La vida ese paréntesis, 1998.
- Rincón de Haikus, 1999.
- El mundo que respiro, 2001.
- Insomnios y duermevelas, 2002.
- Inventario tres, 2003.
- Existir todavía, 2003.
- Defensa propia. 2004.
- Memoria y esperanza, 2004.
- Adioses y bienvenidas, 2005.
- Canciones del que no canta, 2006.
- Testigo de uno mismo , 2008.

### Ensaios
- Peripecia y novela, 1946.
- Marcel Proust y otros ensayos, 1951.
- El país de la cola de paja, 1960.
- Literatura uruguaya del siglo XX. 1963.
- Letras del continente mestizo, 1967.
- El escritor latinoamericano y la revolución posible, 1974.
- Notas sobre algunas formas subsidiarias de la penetración cultural, 1979.
- El desexilio y otras conjeturas, 1984.
- Cultura entre dos fuegos, 1986.
- Subdesarrollo y letras de osadía, 1987.
- La cultura, ese blanco móvil, 1989.
- La realidad y la palabra, 1991.
- Perplejidades de fin de siglo, 1993.
- El ejercicio del criterio, 1995.